# María Antonia Bandrés y Elósegui
Blahoslavená María Antonia Bandrés y Elósegui (6. března 1898 Tolosa – 27. dubna 1919 Salamanca) byla španělská římskokatolická řeholnice kongregace Dcer Ježíšových. Katolická církev ji uctívá jako blahoslavenou.

## Život
Narodila se 6. března 1898 ve španělské Tolose jako druhá z patnácti dětí Ramona Bandrése a Teresy Elósegui. Její rodina ji oslovovala jako „Antonita“.
Navštěvovala školu, kterou vedly Dcery Ježíšovy. V mládí se rozhodla žít řeholním životem. Roku 1913 se setkala se zakladatelkou školy a kongregace Dcer Ježíšových sv. Cándidou Maríí Cipitria y Barriola, která ji řekla „Ty budeš Dcerou Ježíšovou“. Dne 8. prosince 1915 na svátek Neposkvrněného početí Panny Marie vstoupila do zmíněné kongregace. Své věcné sliby složila 31. května 1918. V červnu stejného roku jí začalo selhávat zdraví. Jejím zpovědníkem v této době byl otec Ilario Oscoz.
Její lékař Filiberto Villalobos po její smrti řekl že byl překvapen její silnou vírou v Boha a jejím horlivým duchem. Zemřela 27. dubna 1919 v Salamance při zpěvu Mariánských písní. Oficiální příčina úmrtí nebyla nikdy zjištěna.

## Proces blahořečení
Proces byl zahájen 23. ledna 1962 v diecézi Salamanca. Dne 6. dubna 1995 uznal papež sv. Jan Pavel II. její hrdinské ctnosti. Dne 30. dubna 1996 uznal papež zázrak na její přímluvu. Blahořečena byla 12. května 1996.